# Batalaan 5-7
Batalaan 5-7 in Best is een dubbele dienstwoning gebouwd in 1935 gelegen in de wijk Batadorp. De dubbele dienstwoning is waarschijnlijk een ontwerp van de Tsjechische architect Antonín Vítek, die verbonden was van het Tsjechische moederbedrijf. De woning is van het type III ontworpen voor het lagere personeel van de schoenfabriek van de Tsjech Tomáš Baťa. Van het type III zijn 12 dubbele dienstwoningen gebouwd. Het gebouw is in functionalistische stijl opgetrokken. Het gebouw heeft de status van rijksmonument. De kunstwerken van gesmolten glas in de tuin zijn van kunstenaar Dhr. Van der Sangen.